# Euptychia anabelae
Euptychia anabelae är en fjärilsart som beskrevs av Miller 1976. Euptychia anabelae ingår i släktet Euptychia och familjen praktfjärilar. Inga underarter finns listade i Catalogue of Life.